# Jodis iridescens
Jodis iridescens är en fjärilsart som beskrevs av W. Warren 1896. Jodis iridescens ingår i släktet Jodis och familjen mätare. Inga underarter finns listade i Catalogue of Life.